# سلیمانوو (شهرستان کاراایدلسکی، باشقیرستان)
سلیمانوو (انگلیسی: Suleymanovo, Karaidelsky District, Republic of Bashkortostan) یک شهرک در شهرستان کاراایدلسکی استان باشقیرستان کشور روسیه است.